# Emoia aneityumensis
Emoia aneityumensis este o specie de șopârle din genul Emoia, familia Scincidae, descrisă de Medway 1974. A fost clasificată de IUCN ca specie în pericol. Conform Catalogue of Life specia Emoia aneityumensis nu are subspecii cunoscute.